# Aucha luteotincta
Aucha luteotincta är en fjärilsart som beskrevs av Embrik Strand 1921. Aucha luteotincta ingår i släktet Aucha och familjen nattflyn. Inga underarter finns listade i Catalogue of Life.